# Бивес
Биве́с (фр. Bivès) — коммуна во Франции, находится в регионе Юг — Пиренеи. Департамент — Жер. Входит в состав кантона Сен-Клар. Округ коммуны — Кондом.
Код INSEE коммуны — 32055.

## География

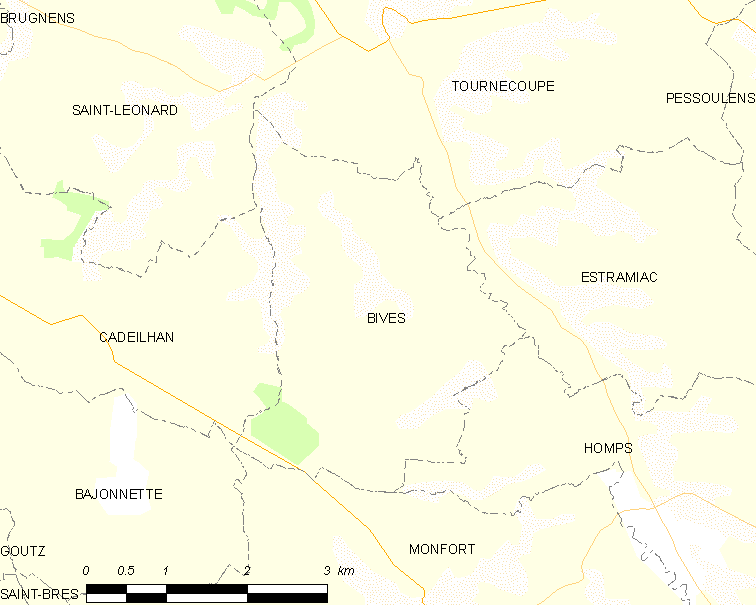
Карта коммуны

Коммуна расположена приблизительно в 570 км к югу от Парижа, в 60 км северо-западнее Тулузы, в 28 км к северо-востоку от Оша.
На северо-востоке коммуны протекает река Арратс.

## Климат
Климат умеренно-океанический. Лето жаркое и немного дождливое, температура часто превышает 35 °С. Зимой часто бывает отрицательная температура и ночные заморозки. Годовое количество осадков — 700—900 мм.

## Население
Население коммуны на 2010 год составляло 135 человек.
| 1962 | 1968 | 1975 | 1982 | 1990 | 1999 | 2010 |
| ---- | ---- | ---- | ---- | ---- | ---- | ---- |
| 193  | 170  | 147  | 133  | 125  | 130  | 135  |

## Администрация
| Период | Период | Фамилия         | Партия       | Примечания |
| ------ | ------ | --------------- | ------------ | ---------- |
| 2001   | 2008   | Жан-Ноэль Моран | Разные левые |            |
| 2008   | 2020   | Алин Барайе     |              |            |

## Экономика
В 2010 году среди 72 человек трудоспособного возраста (15-64 лет) 61 были экономически активными, 11 — неактивными (показатель активности — 84,7 %, в 1999 году было 59,7 %). Из 61 активных жителей работали 58 человек (35 мужчин и 23 женщины), безработных было 3 (1 мужчина и 2 женщины). Среди 11 неактивных 3 человека были учениками или студентами, 4 — пенсионерами, 4 были неактивными по другим причинам.